# Stanislaŭ Ščarbačėnja
Stanislaŭ Ryhoravič Ščarbačėnja (in bielorusso Станіслаў Рыгоравіч Шчарбачэня?; Babrujsk, 5 marzo 1985) è un canottiere bielorusso.
Ha partecipato finora a quattro edizioni dei Giochi olimpici (2004, 2008, 2012 e 2016).

## Palmarès

### Mondiali
- 1 medaglia:
  - 1 oro (Plovdiv 2012 nel due con)

### Europei
- 4 medaglie:
  - 2 argenti (Brest 2009 nel quattro di coppia; Plovdiv 2011 nel quattro senza)
  - 2 bronzi (Poznań 2007 nel quattro di coppia; Račice 2017 nel singolo)